# ŽNL Ličko-senjska 2000./01.
Ovaj članak je podtema članka: 4. rang HNL-a 2000./01.

ŽNL Ličko-senjska u sezoni 2001./02. je predstavljala jedinu županijsku ligu u Ličko-senjskoj županiji, te ligu četvrtog stupnja hrvatskog nogometnog prvenstva. 
 
Sudjelovalo je deset klubova, a prvak lige je postao klub "Bunjevac" iz Krivog Puta. 

## Sustav natjecanja
10 klubova je igralo dvokružnim liga-sustavom (18 kola). 

## Ljestvica
| mj. | klub                                | ut. | pob. | ner. | por. | gol+ | gol- | bod |
| --- | ----------------------------------- | --- | ---- | ---- | ---- | ---- | ---- | --- |
| 1.  | Bunjevac Krivi Put                  | 18  | 11   | 5    | 2    | 40   | 23   | 38  |
| 2.  | Croatia Lički Osik                  | 18  | 11   | 4    | 3    | 57   | 23   | 37  |
| 3.  | Otočac                              | 18  | 10   | 4    | 4    | 43   | 17   | 34  |
| 4.  | Lika 95 Korenica                    | 18  | 10   | 3    | 5    | 46   | 43   | 33  |
| 5.  | Velebit Žabica                      | 18  | 9    | 5    | 4    | 42   | 28   | 32  |
| 6.  | Sokolac Brinje                      | 18  | 9    | 3    | 6    | 38   | 24   | 30  |
| 7.  | Pazarište Klanac                    | 18  | 5    | 2    | 11   | 30   | 58   | 17  |
| 8.  | Perušić                             | 18  | 5    | 1    | 12   | 26   | 46   | 16  |
| 9.  | Plitvice Mukinje (Plitvička Jezera) | 18  | 4    | 2    | 12   | 27   | 37   | 14  |
| 10. | Donji Lapac                         | 18  | 1    | 1    | 16   | 12   | 63   | 4   |

## Rezultatska križaljka
| kratica | klub                                | BUNJ | CRO | DOL | LIKA | OTO | PAZ | PER | PLI | SOK | VEL |
| --- | ----------------------------------- | ---- | --- | --- | ---- | --- | --- | --- | --- | --- | --- |
| BUNJ | Bunjevac Krivi Put                  |      |     |     |      |     |     |     |     |     |     |
| CRO | Croatia Lički Osik                  |      |     |     |      |     |     |     |     |     |     |
| DOL | Donji Lapac                         |      |     |     |      |     |     |     |     |     |     |
| LIKA | Lika '95 Korenica                   |      |     |     |      |     |     |     |     |     |     |
| OTO | Otočac                              |      |     |     |      |     |     |     |     |     |     |
| PAZ | Pazarište Klanac                    |      |     |     |      |     |     |     |     |     |     |
| PER | Perušić                             |      |     |     |      |     |     |     |     |     |     |
| PLI | Plitvice Mukinje (Plitvička Jezera) |      |     |     |      |     |     |     |     |     |     |
| SOK | Sokolac Brinje                      |      |     |     |      |     |     |     |     |     |     |
| VEL | Velebit Žabica                      |      |     |     |      |     |     |     |     |     |     |
| |                                     |      |     |     |      |     |     |     |     |     |     |
| podebljan rezltat - utakmice od 1. do 9. kola (1. utakmica između klubova rezultat normalne debljine - utakmice od 10. do 18. kola (2. utakmica između klubova) rezultat nakošen - nije vidljiv redoslijed odigravanja međusobnih utakmica iz dostupnih izvora rezultat nakošen i smanjen * - iz dostupnih izvora nije uočljiv domaćin susreta rezultat precrtan - poništena ili brisana utakmica 3:0 p.f. / 0:3 p.f. - rezultat bez borbe p - prekinuta utakmica n.i. - nije igrano |                                     |      |     |     |      |     |     |     |     |     |     |

## Vanjske poveznice
- nogometnisavezlsz.hr, Nogometni savez Ličko-senjske županije